# Aubergine (Restaurant)

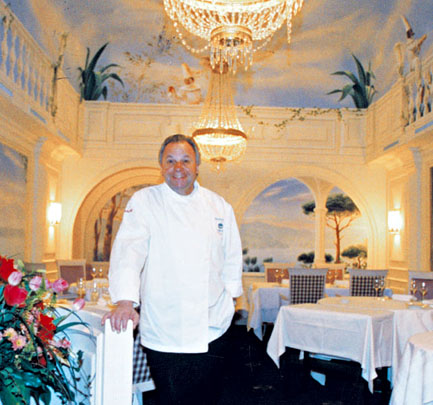
Eckart Witzigmann im Aubergine, 2008

Das Aubergine war ein Sternerestaurant in München. Es wurde 1978 von Eckart Witzigmann gegründet und als erstes deutsches Restaurant mit drei Michelin-Sternen ausgezeichnet.

## Küchenchefs und Restaurant
Eckart Witzigmann etablierte in den 1970er Jahren die französische Nouvelle Cuisine in Deutschland und entwickelte sie weiter. 1971 begann er als Küchenchef im Münchner Restaurant Tantris, für das er 1973 den ersten und 1974 den zweiten Michelin-Stern erreichte.
1978 öffnete er sein eigenes Restaurant Aubergine am Münchner Maximiliansplatz 5 im Haus Regina. Der Name Aubergine leitete sich von der Aubergine sowie von Paul Haeberlins Auberge de l'Ill ab.
1978 erhielt das Aubergine bereits zwei Sterne im Guide Michelin. 1979 wurde es als erstes deutsches Restaurant mit drei Sternen im Guide Michelin 1980 ausgezeichnet. Die Auszeichnung behielt das Restaurant 15 Jahre bis zur Schließung Ende 1994.
Im März 1993 wurde Witzigmann wegen Kokainbesitzes zu einer zweijährigen Bewährungsstrafe verurteilt. Kurz darauf wurde ihm die Konzession für das Aubergine entzogen, die sein Kollege Alfons Schuhbeck, der im Aubergine gearbeitet hatte, formal übernahm. Trotz der kulinarischen Reputation und hohen Auslastung der Aubergine blieb Witzigmann der große wirtschaftliche Erfolg versagt, da zeitweise 18 Köche für maximal 45 Gäste arbeiteten. Witzigmann kochte nach dem Konzessionsentzug als Angestellter weiter, bis Patrik Jaros als Küchenchef bis zur Schließung Ende des Jahres 1994 übernahm.

## Gebäude
Das Aubergine befand sich im Haus Regina, dem ehemaligen Regina-Palast-Hotel Ecke Maximiliansplatz 5 / Max-Joseph-Straße, das von 1908 bis 1975 betrieben wurde. Es wurde zum Haus Regina als Bürogebäude mit Gastronomie umgebaut.